# Osman Nurməhəmmədov
Osman Nurməhəmmədov (también escrito como Osman Nurmagomedov; 21 de mayo de 1998) es un deportista azerbaiyano que compite en lucha libre.
Ganó tres medallas de bronce en el Campeonato Mundial de Lucha entre los años 2021 y 2023, y cuatro medallas en el Campeonato Europeo de Lucha entre los años 2021 y 2025.
Participó en los Juegos Olímpicos de París 2024, ocupando el octavo lugar en la categoría de 86 kg.

## Palmarés internacional
| Campeonato Mundial | Campeonato Mundial      | Campeonato Mundial | Campeonato Mundial |
| Año                | Lugar                   | Medalla            | Categoría          |
| ------------------ | ----------------------- | ------------------ | ------------------ |
| 2021               | Oslo (Noruega)          | Medalla de bronce  | 92 kg              |
| 2022               | Belgrado (Serbia)       | Medalla de bronce  | 92 kg              |
| 2023               | Belgrado (Serbia)       | Medalla de plata   | 92 kg              |
| Campeonato Europeo |                         |                    |                    |
| Año                | Lugar                   | Medalla            | Categoría          |
| 2021               | Varsovia (Polonia)      | Medalla de bronce  | 92 kg              |
| 2022               | Budapest (Hungría)      | Medalla de bronce  | 92 kg              |
| 2023               | Zagreb (Croacia)        | Medalla de plata   | 92 kg              |
| 2025               | Bratislava (Eslovaquia) | Medalla de plata   | 92 kg              |